# Joseph von Grebner
Joseph Karl von Grebner (* 19. Dezember 1797 in Kupferzell, Baden-Württemberg; † 1838 in Ulm) war ein deutscher Tierarzt.

## Leben
Joseph von Grebner widmete sich zuerst dem Kriegsdienst und machte als Oberleutnant in der Endphase der Napoleonischen Kriege die Feldzüge von 1813 und 1814 in Deutschland und Frankreich mit. Nach dem Friedensschluss wendete er sich der Tiermedizin zu. Er studierte von 1817 bis 1819 dieses Fach an den Universitäten von Wien und Berlin und erhielt nach Beendigung seiner Studien die Stelle eines Obertierarztes in Berlin. Nach dem Tod des Professors Karl Asmund Rudolphi (1832) wurde er zum Regiments-Tierarzt ernannt.
Kurz vorher hatte Grebner ein Rezept-Taschenbuch für Tierärzte (Ulm 1831) herausgegeben. Es scheint jedoch anfangs keine große Beachtung zu gefunden haben, denn bald nach dem 1838 erfolgten Tod des Verfassers musste es mit einem neuen Titelblatt versehen werden, um als Neuauflage auf größeres Interesse zu stoßen. Den erwünschten Erfolg hatte jedoch erst die dritte von dem bekannten Tierarzt Adolph von Straub in Stuttgart vermehrte und verbesserte Auflage, die unter dem Titel Tierärztliches Rezeptbuch; eine Sammlung der neuesten und bewährtesten tierärztlichen Rezeptformeln; zum Gebrauch für Kavallerieoffiziere, Ökonomen und angehende Tierärzte (Ulm 1853) erschien.